# Briz-K
Briz-K (oznaczenia: 14F11, 14S12) – pierwszy z radzieckich, a potem rosyjskich, członów ucieczkowych rakiet kosmicznych serii Briz. Pierwotnie zaprojektowany w ramach programu Nariad-W jako satelita-kamikadze.

## Zobacze też
- Briz-KM
- Briz-M